# Еди Данбар
Едвард „Еди“ Данбар (енгл. Edward Eddie Dunbar; 1. септембар 1996) ирски је професионални бициклиста који тренутно вози за UCI ворлд тур тим — Џејко—алула. Освојио је по једном Сетимана интернационале ди Копи е Бартали, Тур де Хонгри и првенство Ирске у вожњи на хронометар. Остварио је двије етапне побједе на Вуелта а Еспањи.
Каријеру је почео 2015. године, у тиму НФТО, а 2016. је прешао у Аксеон—хагенс Берман, са којим је освојио првенство Ирске у вожњи за возаче до 23 године и Ронде ван Фландерен за возаче до 23 године. Године 2018. прешао је у Аква блу спорт, са којим је Тур оф Белгијум завршио на четвртом мјесту и Тур де л’Авенир на деветом. У септембру 2018. прешао је у тим Скај након што је Аква блу спорт имао финансијских проблема и  је дозволио да раскине уговор прије истека. Године 2019. возио је своју прву гранд тур трку — Ђиро д’Италију, гдје је етапу 12 завршио на трећем мјесту, иза Чезареа Бенедетија и Дамијана Каруза. У наставку сезоне је завршио првенство Ирске и у друмској и у вожњи на хронометар на другом мјесту. Године 2020. завршио је Ђиро дел’Емилију на четвртом мјесту, док је 2021. освојио класификацију за најбољег младог возача на Тур де Свису. Године 2022. освојио је трке Сетимана интернационале ди Копи е Бартали и Тур де Хонгри, што су му биле прве освојене трке у каријери.
Године 2023. прешао је у тим Џејко—алула, са којим је потписао уговор на три године. У мају је возио Ђиро д’Италију, што му је била прва гранд тур трка од Ђира 2019. и завршио је на седмом мјесту у генералном пласману. У финишу сезоне возио је Вуелта а Еспању, Али је није завршио.